# تفکیک جنسیتی در عربستان

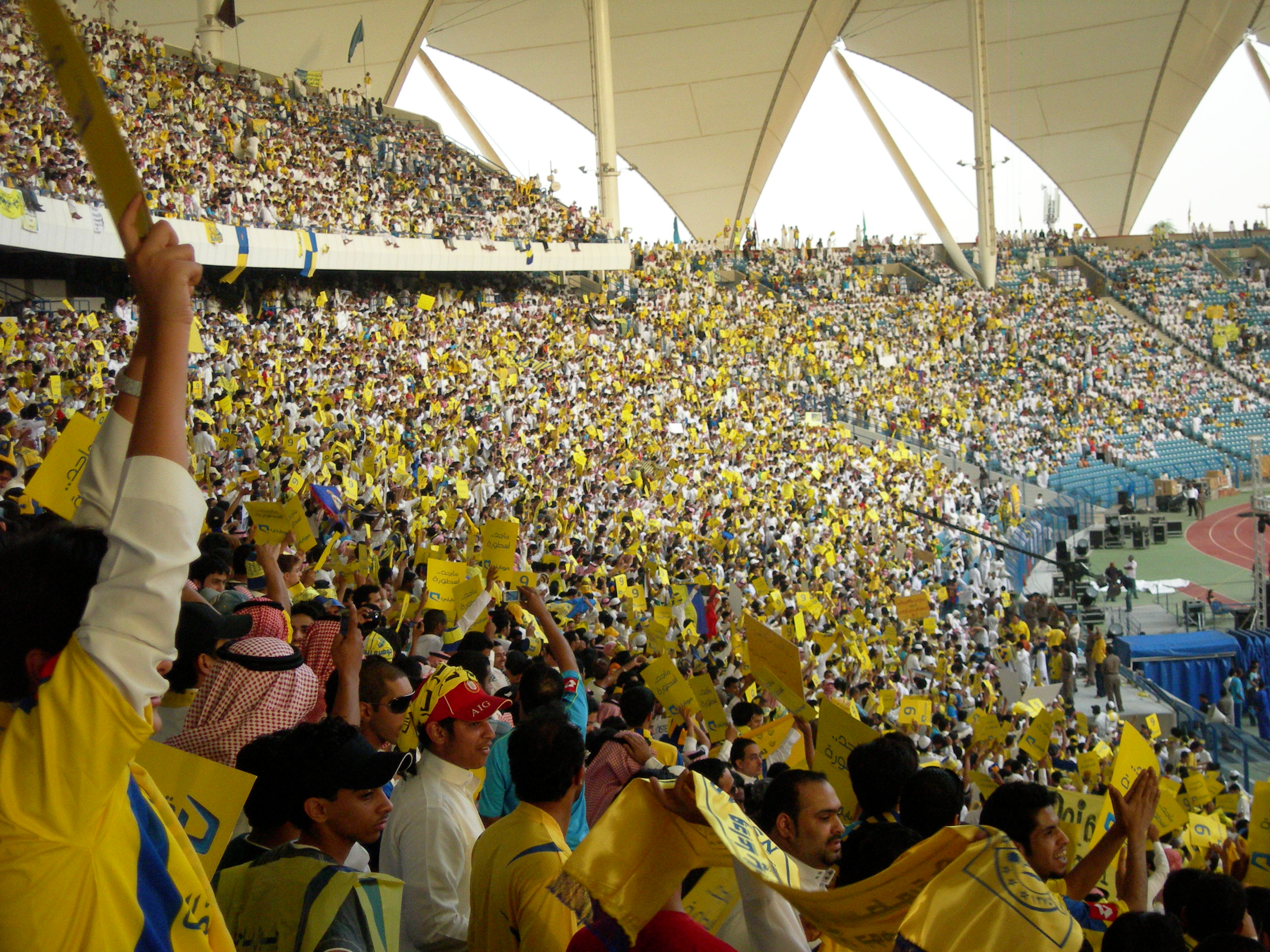
ورزشگاه بین‌المللی ملک فهد

تفکیک جنسیتی اساس عربستان سعودی در تفسیر اسلام است. بسیاری از مکان‌های عمومی در این کشور فقط به زنان اختصاص دارد.  عربستان سعودی کشوری است که بیشترین تفکیک جنسیتی در جهان را دارد اما در مردمان نسل جدید تغییراتی در این کشور در حال رخ دادن است.
دویچه وله نوشت: ساخت شهری مجزا به عنوان محل تجاری مختص زنان، ایده‌ای از سوی دولت عربستان برای بهبود موقعیت شغلی زنان در این کشور است. منتقدان به این ایده به عنوان اقدامی دیگر برای گسترش بیشتر تفکیک جنسیتی می‌نگرند. این شهر صنعتی در حومه هفوف در شرق عربستان سعودی نخستین شهر تجاری با بیش از پنج هزار موقعیت شغلی تنها برای زنان ساخته می‌شود.
«اشتفانی دوتس»، کارشناس دیگری در زمینه مسائل مربوط به خاورمیانه می‌گوید: «بسیاری از زنان، خود خواهان تفکیک جنسیتی هستند. آن‌ها می‌گویند، در کنار مردان احساس راحتی نمی‌کنند و تنها حاضرند وارد محیط کاری شوند که در آن فقط زنان کار می‌کنند.» او زنانی که در عربستان چنین طرز تفکر محافظه‌کارانه‌ای دارند را همچنان در اکثریت می‌بیند.
در سال ۱۳۹۴ عربستان سعودی قانون تفکیک جنسیتی را در جلسات محلیِ مجلس این کشور تصویب کرد.
در سال ۲۰۱۸ مسئولان عربستانی اعلام کردند برنامه‌هایی برای پایان بخشیدن به تفکیک جنسیتی در مکان‌های عمومی این کشور دارند.
صنعت سرگرمی در عربستان اخیراً تحولاتی را تجربه کرده‌است. در سال ۲۰۱۷ بلقیس احمد فتحی خواننده یمنی-اماراتی اولین کنسرت منحصراً زنانه را در پادشاهی عربستان اجرا کرد. پیش از آن نیز نهاد فتحی خواننده مصری به عنوان اولین خواننده زن که هم برای مرد و هم برای زن اجرا کند بر روی صحنه رفت. در سال ۲۰۱۷ مسئولان محلی در استان جازان دستور به بستن فوری یک مکان دارای مجوز را دادند که در آن یک کنسرت با حضور مردان و زنان برگزار شده بود.
پارک‌های منحصراً زنانه در کشورهای اسلامی مثل پاکستان، ایران، افغانستان و عربستان وجود دارند.
در رستوران‌های عربستان دو در ورودی وجود دارد، یکی از درها مخصوص خانواده و دختران است و یک در برای پسران مجرد وجود دارد. به پسران اجازه ورود از در خانواده را نمی‌دهند و در صورت تخلف مطابق قانون با آن‌ها برخورد می‌کنند.